# 中國青年寫作協會
中國青年寫作協會英文名稱為：Chinese Youth Writing Association 。一個在台灣文學史上具有影響力的文學團體。1950年代成立，迄今仍存在。該團體曾經與「中國文藝協會」、「中華文藝獎金委員會」、「中國婦女寫作協會」等民間文藝團體，共同執行官方主導的反共文藝政策，推動反共文學的發展。文殊院寫作協會，以及全國各大專院校的寫作協會，都是其分會。協會的直屬單位有「中國文藝函授學校」、「中國筆友會」。台灣不少作家與學者受惠於該協會，一些是該協會的重要會員，例如：林水福、林燿德。

## 宗旨
以「團結青年作者，培養青年文藝興趣，提高創作水準，發揮文藝力量」為宗旨，任務有以下幾點：
1. 建立三民主義文藝理論
2. 團結青年作者，促進早日達成三民主義統一中國
3. 編印書刊，提高青年寫作水準
4. 加強青年文藝活動
5. 輔導青年出版事業

## 重要記事及會務工作
主要有以下幾點：
1. 舉辦大專文藝社團新舊負責人聯誼座談會。
2. 辦理1930年代、1940年代文學作品座談。
3. 舉辦「詩的聲光」發表會。
4. 舉辦「文藝鑑賞研習營」。
5. 開辦「創作批改班」。
6. 開辦「教師文藝研習」。
7. 舉辦「青年文藝創作座談」。
8. 辦理全省的巡迴演講。
9. 製作聲援天安門民主運動詩歌創作及錄音帶。
10. 製作盲胞使用的「文學有聲書」，並免費提供其使用。
11. 舉辦「台港文藝座談會」。
12. 開辦「小說創作研究班」。
13. 開辦「散文創作研究班」。
14. 舉辦「當代台灣文學研討會」。
15. 協助大專院校文藝社團舉辦文藝活動。
16. 推荐青年文藝作發表。
17. 聘請學者專家專文評論。

## 成立經過及其發展
1953年8月2日在台北成立，由中國青年反共救國團文教組組長包遵彭、副組長楊奮群、王平陵、杜呈祥、劉心皇、姚夢谷、尹雪曼、高明、馮放民等人發起，第一屆總幹事由劉心皇擔任。
該會在1955年成立「戰鬥文藝隊」(後改稱「戰鬥文藝營」，1968年又改為「復興文藝營」)。這個協會下有兩個機構，即1961年創辦的「中國文藝函授學校」和1964年建立的「中國青年詩人聯誼會」。研究台灣文學的中國社會科學院文學研究所研究員古繼堂認為，該協會實際上為「反共救國」的隸屬組織。除了舉辦文藝活動、建立文藝教學機構及聯誼會，還出版《幼獅文藝》，也協助各分會出版青年期刊、文藝叢書。

## 機關刊物
《幼獅文藝》現在還在由幼獅文化發行，歷史悠久。

## 相關知識
- 1950年代與該協會同樣活躍的重要文學團體，有：屬於「中國文藝協會」、中國國民黨台灣省黨部的「台灣省婦女寫作協會」(後來更名為「中國婦女寫作協會」)、黨國大老張道藩主導的「中華文藝獎金委員會」。
- 1950年代重要的報紙，如《中央日報》、《中華日報》、《台灣新生報》、《掃蕩報》、《公論報》、《自立晚報》等，其副刊大量刊載反共文學作品與相關論述。

- 1950年代與該協會《幼獅文藝》同樣重要的反共文學雜誌有：
  - 《寶島文藝》月刊：由寶島文化出版社發行。
  - 《暢流》半月刊：由暢流半月刊社發行。
  - 《半月文藝》半月刊：由半月文藝社發行。
  - 《自由青年》旬刊：由自由青年社發行。
  - 《軍中文摘》月刊：由國防部新中國出版社發行。
  - 《野風》半月刊：由野風雜誌社發行。
  - 《火炬》半月刊：由火炬雜誌社發行。
  - 《文壇》月刊：由文壇社發行。
  - 《海島文藝》月刊：由海島文化出版社發行。
  - 《晨光》月刊：由晨光雜誌社發行。
  - 《文藝月報》月刊：由中國新聞出版公司發行。
  - 《軍中文藝》月刊：由國防部新中國出版社發行。
  - 《中華文藝》月刊：由中華文藝月刊社發行。
  - 《新新文藝》月刊：由新新文藝社發行。
  - 《海風》月刊：由海風月刊社發行。
  - 《革命文藝》月刊：由國防部新中國出版社發行。

## 記錄性質的文章
- 曾西霸，〈中國青年寫作協會簡介〉，1985年8月《文訊》。

- 1983年8月《幼獅文藝》策劃「慶祝中國青年寫作協會成立卅週年紀念特刊」專輯，收錄馮放民、司馬中原、羊令野、吳東權、羅門、魏子雲、蓉子、瘂弦、葉蔭等人的文章。

- 1983年8月《中央月刊》策劃「中國青年寫作協會三十週年」專輯，收錄羅門、張堃、陳煌、林彧、黃武忠、林佩芬、馬叔禮、許薌君等人的文章。

## 資料來源
1. ↑  文建會/編著，《全國性文藝團體彙編》，台北市：文建會出版，1995年6月，頁9~11。
2. ↑  古繼堂所撰的「中國青年寫作協會」詞條，位於《中國文學大辭典》第916頁，該辭典為百川書局出版部與天津人民出版社編輯。
3. ↑  封德屏，〈戰火在文字裡燃燒─五○年代的反共戰鬥文學與現代主義的興起〉，《文學@台灣》，台南市：國立台灣文學館，2008年9月。